# Paraconomma
Genre
Paraconomma est un genre d'opilions laniatores à l'appartenance familiale incertaine.

## Distribution
Les espèces de ce genre se rencontrent en Amérique du Sud et aux Antilles.

## Liste des espèces
Selon World Catalogue of Opiliones (29/10/2021) :
- Paraconomma argentinum Roewer, 1915
- Paraconomma ovale Goodnight & Goodnight, 1942
- Paraconomma spinooculorum Goodnight & Goodnight, 1942

## Publication originale
- Roewer, 1915 : « 106 neue Opilioniden. » Archiv für Naturgeschichte, vol. 81, no 3, p. 1–152 (texte intégral).